# Ново време (новине)
Ново време је било дневно-информативни лист који је попуњавао празнину насталу престанком излажења „Политике”, „Времена” и „Правде”. Спроводио је пронацистичку и колаборационистичку пропаганду. Занимљиво да је први директор новина био члан КПЈ Владислав С. Рибникар. Сарадници „Новог времена” су преузети од „Времена”, „Политике” и „Правде”. Ови уредници Новог времена су имали различите идеологије.
Новине су излазиле од 16. маја 1941. године до 5. октобра 1944. године. Главни уредник на почетку је био Предраг Милојевић, бивши уредник „Политике”. Повукао се са места главног уредника након што је Недићева влада ухапсила Рибникара и послала га у Бањички логор крајем октобра 1941. године. Нови директор постаје Душан Глишић, који обавља функцију до краја рата, а нови главни уредник постаје Милош Младеновић. Њега замењује Станислав Краков, који је био и последњи главни уредник.
Од 4. августа 1941. године, понедељком, уместо редовног броја Новог времена, излазио је лист Ново време - Понедељак. У њему се углавном обавештавало о ситуацији на фронту.

## Историја

### Позадина и оснивање
После пропасти Краљевине Југославије, прекинуто је излажење свих листова и часописа. Недуго по успостављању окупаторске управе у Србији, долазило је до идеје да се створе пропагандне новине, како би се становништво позивало на ред, рад и мир.
Владислав С. Рибникар је након окупације Србије добио поверење и дозволу од Немаца да организује и покрене главне дневне штампе у Србији под окупацијом. Рибникар тада ствара „Српско Издавачко предузеће” и постаје њен први директор. СИП је под окупацијом издавало „Ново време”, „Обнову”, „Коло” итд. Окупатор је одузео предузећу штампарско-издавачко и растурачко право листа и наредио предузећу фузију са Српским издавачким предузећем А.Д. и штампарско-издавачком предузеће “Време” А.Д. у ново друштво Српско издавачко предузеће „Време.”. Љотићев главни секретар, Бошко Костић, тврди да је Рибникар „уживао велико поверење” Хитлеровог аташеа за штампу Јосефa Хрибовшекa Бергea.
По налогу Рибникара уредник је био Предраг Милојевић. Предраг Милојевић је прихватио обавезу због осећаја лојалности према Рибникару. Због ове функције након рата је био оптуживан да је „германофилиста” и „присталица профашистичке идеологије”. Након што је Недићева влада ухапсила Рибникара крајем октобра 1941. године, Предраг Милојевић даје оставку. Интервенцијом угледних личности из немачке власти је Рибникар убрзо пуштен из затвора. Након тога је пребегао партизанима, заменио га је Душан Глишић, који ће до краја окупације остати директор. Главни уредник листа је потом постао Милош Младеновић, а последњи уредник и његов наследник био је Станислав Краков. Почасни предсеник СИП-а постао је тад Јован Тановић, док је председник био Раденко Томић.
„Ново време” излазило је од 16. маја 1941. године па све до краја окупације, скоро сваког дана, а од августа 1941. године осим понедељком када би излазио јутарњи лист „Понедељак”. Лист је издавало новоосновано Српско издавачко предузеће А.Д, а преносио је вести такође новоосноване агенције „Рудник” (предратна „Авала”). Администрација се налазила у Дечанској 31. Лист је имао тираж од 20.000 примерака и упућиван је у све делове окупиране Србије, али и српским војницима и официрима у заробљеништву. Последњи број 1066. је изашао 5. октобра 1944. године. Тога дана, одлуком немачких окупационих власти, забрањени су сви листови на немачком и српском језику.
Сарадници „Новог времена” су преузети од „Времена”, „Политике” и „Правде”. То су били искусни новинари „који добро знају тежину својих дужности према јавности којој служе и тежину одговорности коју повлачи исправна служба јавности” тврди се у првом броју листа. Они су имали различите мотиве: било је предратних пронемачких новинара, писаца, политичара - заступника идеологије новог поретка, људи од пера и каријере који су користили прилику за властити успех и бораца за препород и спас српског националног бића и државности.
Уводни чланак првог броја „Новог времена” насловљен је „Нова Србија”. Први чланак такође садржи говор Рибентропа 6. априла 1941. године на конференцији где говори о незадовољству Немачке према поступцима Југославије.

### Ново време - Понедељак
Од 4. августа 1941. године, Ново време је понедељком издавало посебан лист: Ново време - Понедељак. Овај лист је излазио уместо редовног броја Новог времена, а такође је имао и посебну нумерацију. Ово посебно издање углавном је доносило вести са фронтова, а и неку вест из културе. Међутим, како је Ново време - Понедељак  (чији је  уредник  био  Раденко Томић) суштински део Новог времена времена, што и стоји у наслову, и како су неки од романа у наставцима  објављивани  и  у  овом  листу,  то  ће  ове  библиографске  јединице  бити донете  у  оквиру  библиографије Новог времена, а то ће бити и наглашено.
Последњи број листа Ново Време - Понедељак,  број  125,  изашао је  1. јануара  1944.  године, а након тога је Ново време излазило и понедељком, са редовном нумерацијом.

## Концепт
„Ново време” је на својим страницама величало немачку војску, институције, победе, нови поредак, писало о збивањима на фронтовима  и  међународним  односима, обнови земље и привреде, организацији и управи, нормализацији свакодневног живота Београда и Србије, комуналним питањима и проблемима исхране и здравља становништва, обнови културног и спортског живота. Осим вести које преносе агенције „Рудник” и ДНБ (Дојчес Нахрихтенбуро тј. Немачка новинска канцеларија), званичних објава, уредби и наређења, у „Новом времену” су често излазиле изјаве, коментари и говори чланова домаћег и немачког управног апарата. Прилоге и чланке су писали новинари предратних листова и сарадници из јавног живота (Лазар Прокић, Ђорђе Перић, Ђоко Слијепчевић, Светислав Стефановић, Милован Ђ. Поповић, Драгослав Јанковић, Милан Банић, Милан Балић и др.).
По оснивању био је орган комесарске управе и приказивао је основне одлике њене идеолошко-политичке концепције. Кроз изјаве званичника, коментаре и чланке о актуелном стању српског народа, узроцима таквог стања и о новом путу за „нову Србију”, уз мноштво општих места, стереотипа, фраза и идеализација на страницама „Новог времена“ се појављују елементи политичког усмерења и идеолошког убеђења групације људи која је сматрала да може усмерити и спасити српски брод у узбурканим водама светског рата, после национале и државне катастрофе.
„Ново време” је било тумач политике Савета комесара, али и тумач пораза и катастрофе, грешака и странпутица у прошлости. Упоређена са ранијом историјом и поразима тадашња катастрофа је изгледала срамна, јер косовски пораз је био славан и представљао моралну победу, а српски порази из 1813. године и 1815. године су „порази који су задивили свет”.
Димитрије Љотић закључује у једном од својих говора „без Косова ми смо дочекали горе од Косова”!”, а синтагме „Косово без Косова”, „друго Косово” и „слом већи од косовског” често одјекују са страница „Новог времена”. Из очајне ситуације је требало наћи излаз, пут за „нову Србију”; требало је наћи ослонац, изабрати начин и одредити смер, уложити напор и изаћи из „провалије”. „Ново време” је давало те смернице и оцртавало пут, али је истовремено враћало у прошлост. „Ново време” прво је осудило 27. март, збивања уочи и после њега, непосредне кривце, и испитало разлоге брзог и потпуног пораза.
За сараднике „Новог времена” 27. март је био „већа катастрофа од Косова”, дан када је „укаљана цаст” и „погажена реч”. То је за Србе била „суманута авантура када су изазвали један непотребни рат”.  О томе је, сматра се у „Новом времену”, „историја дала свој непогрешиви суд као и наши снажни победници”. По писању „Новог времена”, највећи губитници у Југославији су њени ствараоци, Срби, који су пет векова певали о српству а онда га са уједињењем заменили за југословенство.